# Нью-Камберленд (Западная Виргиния)
Нью-Камберленд (англ. New Cumberland) — город в штате Западная Виргиния (США). Он является административным центром округа Ханкок. В 2010 году в городе проживало 1103 человека. Город входит в метрополитенский статистический ареал Уиртона-Стюбенвилля с общим населением 132 008 человек.

## Географическое положение
Нью-Камберленд находится на севере штата Западная Виргиния и является административным центром округа Ханкок. Город расположен на реке Огайо к северу от Уиртона. По данным Бюро переписи населения США город Нью-Камберленд имеет общую площадь в 4,82 км², из которых 3,16 км² занимает земля и 1,66 км² — вода.

### Климат
По классификации климатов Кёппена климат Нью-Камберленда относится к влажному континентальному климату. Среднее годовое количество осадков — 957,6 мм. Средняя температура в году — 11,1 °C, самый тёплый месяц — июль (средняя температура 22,9 °C), самый холодный — январь (средняя температура -1,3 °C).

## История
Нью-Камберленд был основан в 1839 году Джоном Каппи на месте форта Чепмена и получил городскую хартию в 1849. Первоначальное имя города было Вернон или Каппитаун, но название было изменено в честь владельца земли, который был родом из Камберленда, Мэриленд. Джон Чепмен построил первый дом в 1840 году, вскоре появились дома, школа и церковь. Округ Ханкок был сформирован в 1848 году, Нью-Камберленд соревновался с Нью-Манчестером за место окружного центра. Окончательное решение о центре в Нью-Камберленде было принято только в 1884 году.

## Население
По данным переписи 2010 года население Нью-Камберленда составляло 1103 человека (из них 46,7 % мужчин и 53,3 % женщин), 526 домашних хозяйств и 289 семей. Расовый состав: белые — 97,6 % и представители двух и более рас — 1,5 %.
Из 526 домашних хозяйств 38,6 % представляли собой совместно проживающие супружеские пары (11,4 % с детьми младше 18 лет), в 11,8 % семей женщины проживали без мужей, в 4,6 % семей мужчины проживали без жён, 45,1 % не имели семьи. В среднем домашнее хозяйство ведут 2,10 человек, а средний размер семьи — 2,83 человека. 
Население города по возрастному диапазону по данным переписи 2010 года распределилось следующим образом: 18,3 % — жители младше 18 лет, 3,0 % — между 18 и 21 годами, 58,2 % — от 21 до 65 лет и 20,5 % — в возрасте 65 лет и старше. Средний возраст населения — 47,3 года.
В 2014 году медианный доход на семью оценивался в 32 692 $, на домашнее хозяйство — в 21 471 $. Доход на душу населения — 17 031 $.
Динамика численности населения:
|  |